# گالری هنر یورک
گالری هنر یورک (انگلیسی: York Art Gallery) یک گالری هنری عمومی است با مجموعه‌ای از نقاشی، چاپ، آبرنگ، طراحی و سرامیک از سده چهاردهم میلادی تا امروز. این گالری برای تعمیرات و توسعه کلی در ۲۰۱۳ تعطیل شد و در ۲۰۱۵ بازگشایی گردید. این گالری زیر نظر بنیاد موزه‌های یورک قرار دارد.